# Dmitri Ushakov
Dmitri Arkádievich Ushakov (en ruso: Дмитрий Аркадьевич Ушаков; Yeisk, URSS, 15 de agosto de 1988) es un deportista ruso que compite en gimnasia en la modalidad de trampolín.
Participó en cuatro Juegos Olímpicos de Verano, obteniendo una medalla de plata en Londres 2012, el sexto lugar en Pekín 2008, el quinto en Río de Janeiro 2016 y el quinto en Tokio 2020.
Ganó doce medallas en el Campeonato Mundial de Gimnasia en Trampolín entre los años 2005 y 2021, y nueve medallas en el Campeonato Europeo de Gimnasia en Trampolín entre los años 2008 y 2018.
En los Juegos Europeos de Bakú 2015 obtuvo dos medallas de oro, en las pruebas individual y sincronizada. Además, consiguió una medalla de plata en los Juegos Mundiales de 2013.

## Palmarés internacional
| Juegos Olímpicos   | Juegos Olímpicos         | Juegos Olímpicos  | Juegos Olímpicos |
| Año                | Lugar                    | Medalla           | Prueba           |
| ------------------ | ------------------------ | ----------------- | ---------------- |
| 2012               | Londres (Reino Unido)    | Medalla de plata  | Individual       |
| Campeonato Mundial |                          |                   |                  |
| Año                | Lugar                    | Medalla           | Prueba           |
| 2005               | Eindhoven (Países Bajos) | Medalla de bronce | Equipo           |
| 2009               | San Petersburgo (Rusia)  | Medalla de bronce | Equipo           |
| 2011               | Birmingham (Reino Unido) | Medalla de bronce | Equipo           |
| 2013               | Sofía (Bulgaria)         | Medalla de plata  | Equipo           |
| 2015               | Odense (Dinamarca)       | Medalla de oro    | Equipo           |
| 2017               | Sofía (Bulgaria)         | Medalla de plata  | Individual       |
| 2017               | Sofía (Bulgaria)         | Medalla de plata  | Equipo           |
| 2017               | Sofía (Bulgaria)         | Medalla de bronce | Sincronizado     |
| 2019               | Tokio (Japón)            | Medalla de oro    | Equipo mixto     |
| 2019               | Tokio (Japón)            | Medalla de bronce | Equipo           |
| 2021               | Bakú (Azerbaiyán)        | Medalla de oro    | Equipo mixto     |
| 2021               | Bakú (Azerbaiyán)        | Medalla de bronce | Equipo           |
| Juegos Europeos    |                          |                   |                  |
| Año                | Lugar                    | Medalla           | Prueba           |
| 2015               | Bakú (Azerbaiyán)        | Medalla de oro    | Individual       |
| 2015               | Bakú (Azerbaiyán)        | Medalla de oro    | Sincronizado     |
| Campeonato Europeo |                          |                   |                  |
| Año                | Lugar                    | Medalla           | Prueba           |
| 2008               | Odense (Dinamarca)       | Medalla de oro    | Equipo           |
| 2008               | Odense (Dinamarca)       | Medalla de bronce | Individual       |
| 2012               | San Petersburgo (Rusia)  | Medalla de oro    | Individual       |
| 2012               | San Petersburgo (Rusia)  | Medalla de oro    | Equipo           |
| 2014               | Guimarães (Portugal)     | Medalla de oro    | Equipo           |
| 2014               | Guimarães (Portugal)     | Medalla de plata  | Individual       |
| 2016               | Valladolid (España)      | Medalla de oro    | Equipo           |
| 2016               | Valladolid (España)      | Medalla de plata  | Individual       |
| 2018               | Bakú (Azerbaiyán)        | Medalla de plata  | Equipo           |